# Neuville (Corrèze)
Neuville település Franciaországban, Corrèze megyében. Lakosainak száma 203 fő (2022. január 1.). Neuville Albussac, Ménoire, Monceaux-sur-Dordogne, Saint-Chamant, Saint-Hilaire-Taurieux és Argentat-sur-Dordogne községekkel határos.

## Népesség
A település népességének változása:
| Lakosok száma | 310  | 237  | 187  | 194  | 205  | 192  | 189  | 194  | 205  | 203  |
|               | 1968 | 1982 | 1999 | 2006 | 2011 | 2015 | 2017 | 2018 | 2020 | 2022 |